# マル日後にわかるホント
『マル日後にわかるホント』（マルにちごにわかるホント）は、2023年（令和5年）より日本テレビで放送されている特別番組・バラエティ番組である。

## 概要
世の中のタメになる"社会実験"でホントを追求していく番組。スタジオには"ホント"を知りたい4人が集まり、世の中がちょっとでも良くなってくれたらと願って新しい社会実験のアイデアをあーだこーだ話す。

## 出演者
- くりぃむしちゅー（上田晋也・有田哲平）
- 羽鳥慎一
- ホラン千秋

## 放送リスト
| 放送回 | 放送日         | 実験 | VTR出演者    |
| ------ | -------------- | --- | ------------ |
| 第1回  | 2023年10月15日 | - ボランティア団体に寄付した古着の行方は？ - アメリカ大統領式イメージ戦略を日テレ女性アナウンサーで実践 - 投票式の吸い殻入れでポイ捨ては減るのか？ | - 佐藤真知子 |
| 第2回  | 2024年2月22日  | - 100時間スマホなし生活 - 撤去された放置自転車の行方は？ - 上田の例えツッコミ伝わる度調査                                                          | - やす子     |
| 第3回  | 2025年3月10日  | - やす子の1週間スタンフォード式睡眠生活 - 使わなくなった昭和家電の行方は？ - 天ぷらのころもをハーフにしたら？                                      | - やす子     |

## スタッフ
第3弾（2025年3月10日放送）
- 企画・演出：柳沢英俊
- 構成：桜井慎一、橋本大介
- TM：保刈寛之
- SW：矢作陽一（第3回）
- カメラ：髙木亮
- MIX：中山貴晴
- VE：古手川大
- 編集：森田智之、東義則
- MA：佐渡吉志広
- 技術協力：NiTRO、STUDIO Welt
- 音効：高取謙
- モニター：ジャパンテレビ
- CGデザイン：森三平
- 美術：稲本浩
- デザイン：熊崎真知子、山根茉子
- 美術協力：日テレアート
- 写真協力：アフロ、イメージマート
- 制作デスク：阿部絵里子
- TK：坂本幸子
- リサーチ：クラフトラボ
- ディレクター：細川祐子、林真央、増田巧／今咲乃、三輪美砂、栗原なみ、福田大介、増田悠輝、井戸厚志、神谷奈穂（今以降→第3回）
- 演出：綾部健二（創輝）、春山正宏（モスキート）、増田貴也
- プロデューサー：天野英明、塚田直之・柳井千晴（創輝）、村越多恵子・稲葉芳士（モスキート）、仙田尚希（塚田・稲葉・仙田→第3回）
- チーフプロデューサー：矢野尚子
- 制作協力：創輝、モスキート
- 製作著作：日テレ

### 過去のスタッフ
- SW：岩永雄允（第2回）
- ディレクター：笠原瑠宇久、舩津翔／水野葉月、成清彩、園原彩花、高橋里奈（共に第2回）
- プロデューサー：長井香織（創輝）、影山幸子・髙橋孝平（モスキート）（共に第2回）